# 유존사
유존사(일본어: 猶存社 ゆうぞんしゃ[*])는 1919년 8월 1일에 국가주의자인 오카와 슈메이와 미쓰카와 가메타로 등이 결성한 천황제아래 국가사회주의를 주창한 단체이다.국가 개조를 목적으로하는 첫 번째 국가사회주의 계열 우익단체로 평가받으며 우익 혁신파라는 평가를 받기도 한다.
급진 민족주의 단체 로소카이를 모체로 한다. 이름은 도연명의 시에서 따왔다. .

## 역사
오카와와 미츠카와는 1918년 가을 설립된 노장회의 중심멤버였다. 노장회는 사카이 토시히코堺利彦같은 좌익부터 바카바타케 모토유키高畠素之같은 국가주의자, 오카와나 미츠카와같은 아시아주의자들까지 다양한 사회운동가들이 참여했다. 유존사는 그중 우익 혁신파가 모인 행동단체로 파생되었다. 대외적으로는 1917년의 러시아 혁명, 대내적으로는 쌀소동 같은 일이 벌어지던 때였다.
그때 기타 잇키는 국가개조안원리대강『国家改造案原理大綱』 집필을 상하이에서 마쳤다. 훗날 청년장교들이 쇼와 유신을 도모하게했던 일본개조법안대강의 원본이다. 오카와의 설득으로 상하이에서 귀국한 기타 잇키를 맞아들이고 유존사는 국가개조운동의 거점으로 활동하기 시작했다.
잇키의 일본개조법안에 등장하는 "일본제국을 개조하고 아시아 민족을 해방시킨다"를 중심 슬로건으로 하고 혁명 일본의 건설, 일본 국가의 합리적 조직, 민족해방운동, 도의적 대외정책 수행, 개조운동의 지속 등의 강령을 내걸었다. .
1920년 9월 기관지 웅규「雄叫」를 발행했다. 황태자의 유럽 순방 저지와 궁중모중대사건(宮中某重大事件)등에 개입했고야스다 젠지로(安田善次郎), 하라 타카시 암살에도 영향을 주었다.
또 멤버중에는 학생운동으로 이어지는 경우가 많아서 여러 학교에서 급진단체를 만들었다. 그중 모리토 사건森戸事件을 계기로 우에스기 신키치上杉慎吉의 지도를 받은 흥아동지회가 분열했는데 유존사 멤버들인 鹿子木員信와 大川周明 등이 지원했으며 여기엔 기시 노부스케岸信介도 포함되어있다.
천황관의 차이와 러시아 외교관 욧페의 일본방문 관련하여 잇키와 오카와의 대립이 격해지자 1923년 3월 유존사는 해산했다. 1925년 오카와는 마츠카와 安岡正篤 등과 행지사行地社를 결성한다. 잇키의 영향을 받았던 시미즈清水行之助는 대화회大化会와 대행사大行社를 결성했고 이와타岩田富美夫는 대화회의 회장이 되어 활동했다.

## 강령
- 혁명 일본의 건설[2][4]
- 일본 국민을 사상적으로 충실화
- 일본 국가를 합리적으로 조직
- 민족 해방 운동
- 도의적 대외정책의 수행
- 개조 운동의 연결
- 전투적 동지의 정신적 단련

## 주요 동인
미쓰카와 가메타로, 기타 잇키, 오카와 슈메이는 유존사의 중심인물로 삼존이라는 별명을 가졌다.
- 沼波瓊音[要出典]
- 鹿子木員信[要出典]
- 嶋野三郎[要出典]
- 笠木良明[要出典]
- 皆川豊治[要出典]
- 中野琥逸[要出典]
- 綾川武治[要出典]
- 西田税[要出典]
- 安岡正篤[要出典]
- 清水行之助[要出典]
- 岩田富美夫[要出典]
- 山田丑太郎[要出典]
- 平賀磯次郎[要出典]
- 何盛三[要出典]
- 松延繁次[要出典]
- 金内良輔[要出典]
- 清藤幸七郎[要出典]
- 西川光次郎[要出典]
- 宮崎民蔵[要出典]
- 渥美勝[要出典]
- 中谷武世[要出典]

## 같이 보기
- 미쓰카와 가메타로
- 기타 잇키
- 오카와 슈메이
- 오모토